# Xã Columbus, Quận Warren, Pennsylvania
Xã Columbus (tiếng Anh: Columbus Township) là một xã thuộc quận Warren, tiểu bang Pennsylvania, Hoa Kỳ. Năm 2010, dân số của xã này là 2.034 người.